# Lloyd Alexander
Lloyd Chudley Alexander, född 30 januari 1924 i Philadelphia, Pennsylvania, död 17 maj 2007 i Drexel Hill (en förstad till Philadelphia), Pennsylvania, var en amerikansk författare som är mest känd för sin barnboksserie Krönikan om landet Prydain. Den avslutande boken Storkonungen har belönats med Newberymedaljen.
Alexander gick ut college 1940 och tjänstgjorde under andra världskriget inom bland annat underrättelsetjänsten i Frankrike. Han har arbetat som tecknare, reklamman, tidskriftsredaktör och universitetslärare.